# Gyula (vorstentitel)

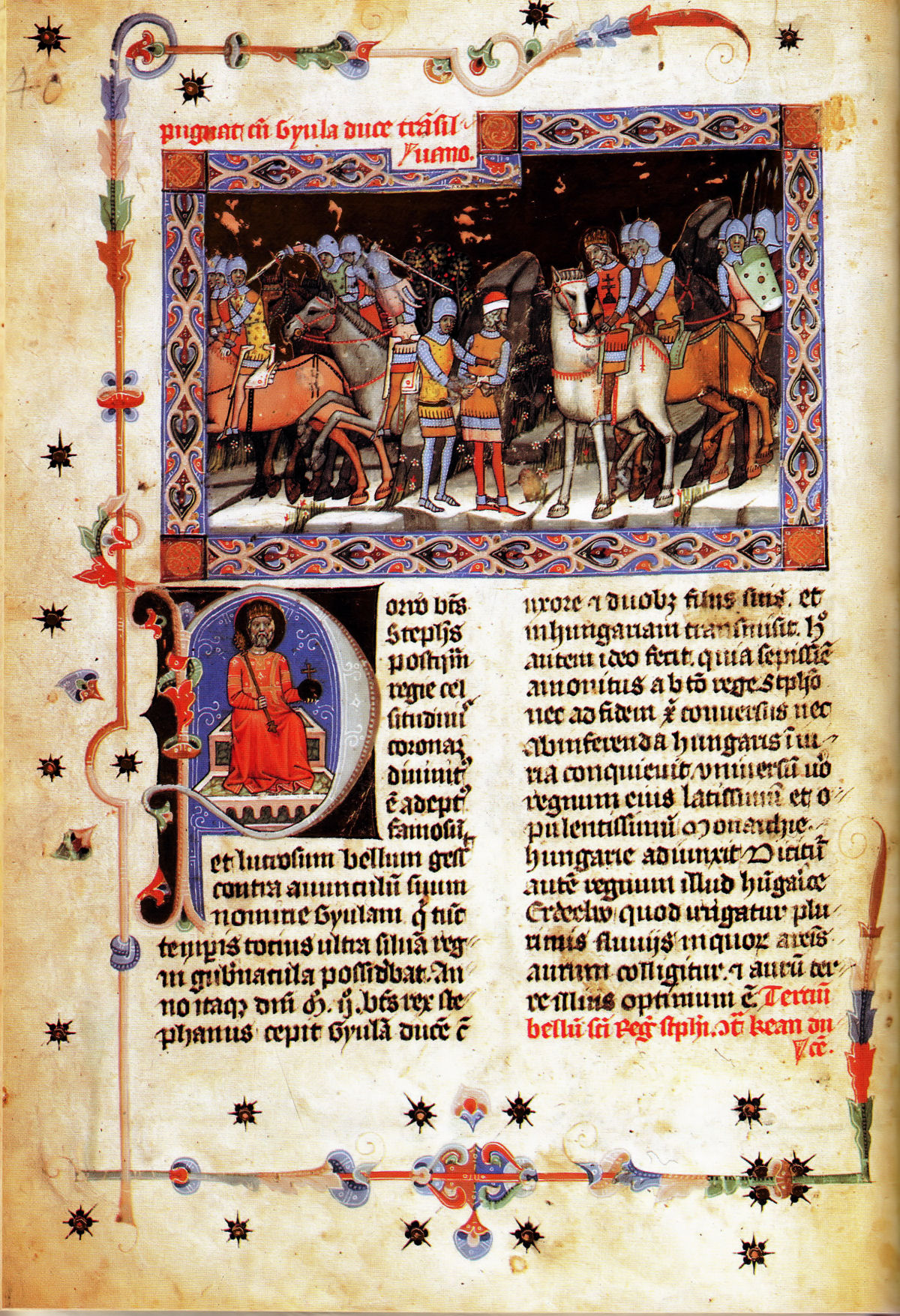
Middeleeuwse kroniek (Chronicon Pictum) die de gyula vermeldt.

Gyula was een vorstentitel bij de Hongaren in de vroege middeleeuwen, van mogelijk Turkse origine en die we enkel in die betekenis terugvinden in moslim- en Byzantijnse bronnen. Samen met de Kende vormde de Gyula een duo-koningschap (diarchie). Waarschijnlijk is, dat in de aanloop naar de stichting van de staat Hongarije zoals we dat nu kennen, de Kende (later Király) de wereldlijke/politieke leider was en de Gyula de militaire leider. Als duo waren zij verantwoordelijk voor het lot van de Magyaren (Hongaren).
Gyula (spreek uit: djoelà) is tegenwoordig een jongensvoornaam in het Hongaarse taalgebied van Centraal Europa. Het was in de (vroege) middeleeuwen de benaming van de legeraanvoerder; die tevens een soort van (tijdelijke) gouverneurspositie vervulde. Waarschijnlijk is, dat de gyula wereldlijk ondergeschikt was aan de koning (király). Het is niet waarschijnlijk dat er naast de koning meerdere Gyula's tegelijk waren op hetzelfde moment. Dit verklaart ook het begrip "duo-koningschap". Niet waarschijnlijk is dat de Gyula een algehele plaatsvervanger was op het politieke terrein; dat lag bij de troonopvolger.